# Новоакташево
Новоакта́шево (рос. Новоакташево, башк. Яңы Аҡташ) — присілок у складі Кармаскалинського району Башкортостану, Росія. Входить до складу Карламанської сільської ради.
Населення — 45 осіб (2010; 50 в 2002).
Національний склад:
- татари — 36 %
- росіяни — 36 %
- башкири — 28 %